# Alberto Contador Velasco
Alberto Contador Velasco   (Madrid, 6 de desembre de 1982) és un exciclista espanyol, professional del 2007 al 2017 i actualment comentarista de la cadena esportiva Eurosport. Durant la seva carrera professional ha corregut en els equips ONCE / Liberty Seguros, Discovery Channel, Astana, Saxo Bank Sungard / Tinkoff i Trek-Segafredo.
Catalogat de llegenda, Contador és considerat com un dels grans corredors de generals de la història del ciclisme. Destacava com a escalador, terreny on era un especialista, i com contrarellogista, modalitat en la qual, sense ser un especialista, va demostrar defensar-se força bé, obtenint 9 victories d'etapa, entre elles un quart lloc a la contrarellotge individual del Jocs Olimpics de Pekín 2008 i les victories de la Contrarrelloge del Campionat d'Espanya de Ciclisme en ruta i la vintena etapa del Tour de França 2009.
En el seu palmarès, Contador té un total de 69 victòries com a professional, a més de ser guanyador del UCI World Tour 2009. Entre les seves victòries més importants es troben 7 Grans Voltes

## Biografia
Es va iniciar en el ciclisme l'any 1998, a la categoria cadet, assolint l'any 2002 (amb 19 anys) el campionat d'Espanya sub-23. L'any següent, el 2003, va debutar com a professional amb l'equip ONCE-Eroski.
El 2004, mentre participava en la Volta a Astúries, va patir convulsions enmig d'una de les etapes, a causa d'una caiguda. Les proves mèdiques que se li van practicar diagnosticaren un cavernoma cerebral congènit, del que va ser operat a l'Hospital Ramón y Cajal de Madrid. Malgrat la gravetat de la seva malaltia, i després de llargs mesos de rehabilitació, va poder superar-la retornant a la competició el 2005.
El seu punt fort és l'escalada, destacant com un ciclista molt explosiu. No obstant això, també ha deixat constància del seu gran fons amb la consecució del Tour de França de 2007, en el qual realitzà un paper decent en les contrarellotge de llarga distància.
El seu nom va aparèixer en el sumari de la denominada «Operació Port», desenvolupada per la Guàrdia Civil el maig de 2006 per a esclarir la xarxa de dopatge al ciclisme, però no com a implicat, sinó únicament en relació al resultat d'alguna competició, i per això finalment va ser cridat com a testimoni. Sí que van aparèixer implicats el director del seu equip (Liberty-Würth), Manolo Sáiz i el metge Eufemiano Fuentes. L'equip va quedar exclòs de participar en el Tour de França de 2006. En una entrevista a la Cadena Ser al metge Eufemiano Fuentes, va dir que ni coneixia en persona a Alberto Contador, ni li havia demanat els seus productes.
En el 2007 es va enfundar el mallot groc del Tour de França després de l'expulsió de Michael Rasmussen de la mateixa a 3 dies de la finalització de la ronda gal·la. Posteriorment, després de culminar una espectacular contrarellotge de 55,5 quilòmetres entre Cognac i Angulema a la penúltima etapa del Tour, en la qual va acabar cinquè, va mantenir el mallot groc amb 23 segons de diferència pel que fa a Cadel Evans i 31 segons pel que fa a Levi Leipheimer, segon i tercer en la classificació general respectivament.
El 29 de juliol del 2007 es proclama guanyador del Tour de França, sent la desena ocasió en la qual un espanyol guanya aquesta competició esportiva, i el sisè ciclista en assolir-lo (contant la victòria de Óscar Pereiro en el 2006).
L'1 de juny de 2008 es proclama guanyador del Giro d'Itàlia, convertint-se en la tercera ocasió en la qual un ciclista espanyol guanya la ronda italiana i en el segon espanyol en assolir-ho després de Miguel Indurain.
El 21 de setembre de 2008 es proclama vencedor de la Vuelta a Espanya, esdevenint el primer ciclista espanyol en guanyar l'anomenada Triple Corona, és a dir, les tres grans competicions ciclistes: el Tour de França, el Giro d'Itàlia i la Vuelta a Espanya.
El 30 de setembre de 2010, Alberto Contador fa públic el fet que en un control anti-dopatge durant el Tour de França de 2010 va donar positiu per clembuterol, no obstant la concentració detectada, de l'ordre de picograms, feia pensar als experts que l'assessoraven que la presència tan baixa es tractava d'una “intoxicació alimentària” provinent de la ingesta de carn que en contenia. Després d'uns mesos sense poder competir, va tornar a la Volta a l'Algarve el 2011 i aconseguí la mateixa temporada la Volta a Catalunya, la Volta a Múrcia i el Giro d'Itàlia. Amb tot, tots aquests títols, a més del Tour de França del 2010 i dues etapes al Tour de San Luis del 2012, li foren retirats en ser-li confirmada la sanció per dos anys per dopatge el febrer de 2012. Aquesta sanció finalitzava a començaments d'agost del 2012.
La seva primera cursa després de la sanció fou l'Eneco Tour, en què finalitzà en quarta posició. Poc després participà en la Volta a Espanya, en la qual aconseguí la victòria final gràcies a una escapada en l'etapa amb final a Fuente Dé, que li va permetre superar el fins aleshores líder, el català Joaquim Rodríguez.
Al 2014 repetí de nou victòria a la Volta a Espanya i al 2015 aconseguí el seu segon Giro d'Itàlia.
L'agost del 2017, va anunciar que la seva retirava després de la disputa de la Volta a Espanya. En aquesta cursa, va aconseguir la seva última victòria com a professional, amb el triomf a l'escalada final a l'Angliru.

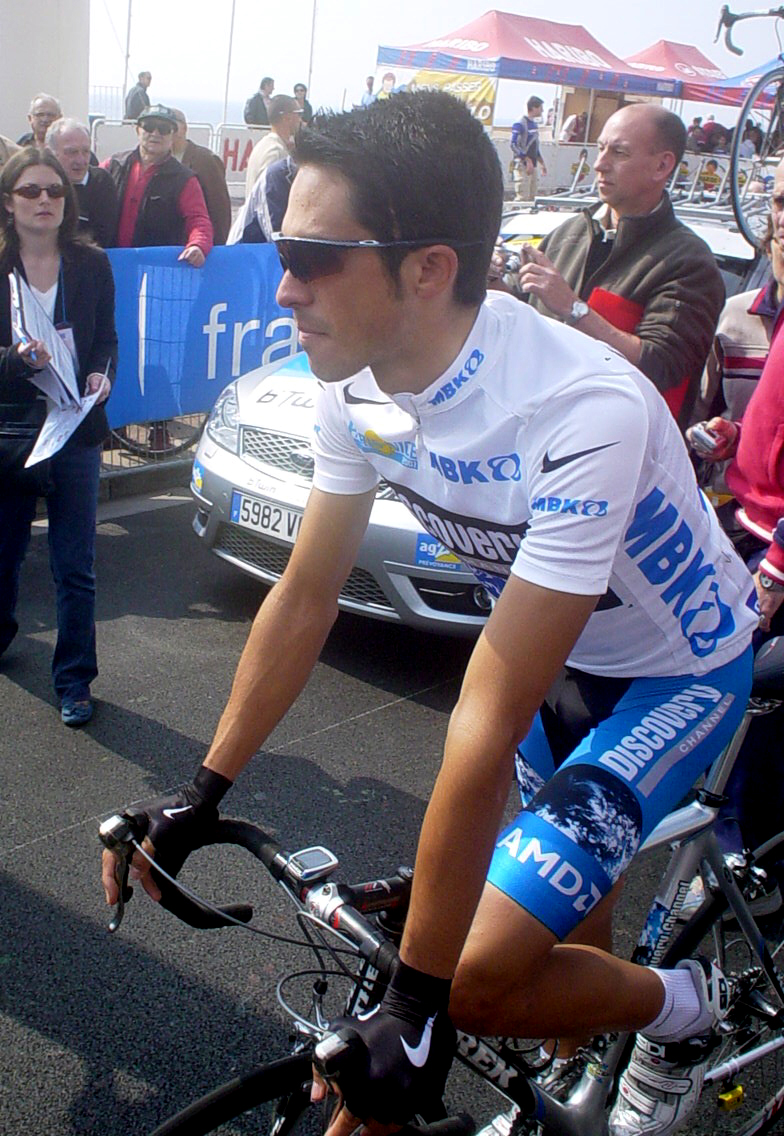
Alberto Contador a la París-Niça 2007

## Palmarès
- 2001
  - 1r a la Pujada a Gorla
- 2002
  -  Campió d'Espanya sub-23 en contrarellotge
  - Vencedor de 2 etapes a la Volta a Palència
  - Vencedor de 2 etapes a la Volta a Bidasoa
- 2003
  - Vencedor d'una etapa a la Volta a Polònia
- 2005
  - 1r a la Setmana Catalana i vencedor d'una etapa
  - Vencedor d'una etapa a la Volta a Euskadi
  - Vencedor d'una etapa al Tour de Romandia
  - Vencedor d'una etapa al Tour Down Under
- 2006
  - Vencedor d'una etapa al Tour de Romandia
  - Vencedor d'una etapa a la Volta a Suïssa
- 2007
  - Premiat amb la Bicicleta d'or
  -  1r al Tour de França, vencedor d'una etapa i  1r de la Classificació dels joves
  - 1r a la París-Niça i vencedor de 2 etapes
  - 1r a la Volta a Castella i Lleó i vencedor d'una etapa
  - 1r al Memorial Manuel Sanroma
  - 1r a l'Amstel Curaçao Race
  - Vencedor d'una etapa a la Volta a la Comunitat Valenciana
- 2008
  - Premiat amb la Bicicleta d'or
  -  1r al Giro d'Itàlia
  -  1r a la Volta a Espanya i vencedor de 2 etapes
  - 1r a la Volta a Euskadi i vencedor de 2 etapes
  - 1r a la Volta a Castella i Lleó i vencedor de 2 etapes
- 2009
  - Premiat amb la Bicicleta d'or
  -  Campió d'Espanya de contra-rellotge
  -  1r al Tour de França i vencedor de 2 etapes
  - 1r a la Volta a Euskadi i vencedor de 2 etapes
  - 1r a la Volta a l'Algarve i vencedor d'una etapa
  - Vencedor de 2 etapes a la París-Niça
- 2010
  - 1r a la París-Niça i vencedor d'una etapa
  - 1r a la Volta a Castella i Lleó i vencedor d'una etapa
  - 1r a la Volta a l'Algarve i vencedor d'una etapa
  - Vencedor en dues etapes al Critèrium del Dauphiné

- 2012
  -  1r a la Volta a Espanya i vencedor d'una etapa
  - 1r a la Milà-Torí
- 2013
  - Vencedor d'una etapa al Tour de San Luis
- 2014
  - 1r a la Tirrena-Adriàtica i vencedor de 2 etapes
  - 1r a la Volta a Euskadi i vencedor d'1 etapa
  -  1r de la Volta a Espanya i vencedor de 2 etapes
  - Vencedor d'una etapa a la Volta a l'Algarve
- 2015
  -  1r al Giro d'Itàlia
  - 1r a la Ruta del Sud i vencedor d'una etapa
  - Vencedor d'una etapa a la Volta a Andalusia
- 2016
  - 1r a la Volta a Euskadi i vencedor d'una etapa
  - 1r a la Volta a Burgos
  - Vencedor d'una etapa al Critèrium del Dauphiné
  - Vencedor d'una etapa a la Volta a l'Algarve
- 2017
  - Vencedor d'una etapa a la Volta a Espanya

### Posició a la classificació general a les grans voltes
| Cursa | Cursa           | 2005 | 2006 | 2007 | 2008 | 2009 | 2010 | 2011 | 2012 | 2013 | 2014 | 2015 | 2016 | 2017 |
| ----- | --------------- | ---- | ---- | ---- | ---- | ---- | ---- | ---- | ---- | ---- | ---- | ---- | ---- | ---- |
|       | Giro d'Itàlia   | —    | —    | —    | 1r   | —    | —    | 1r   | —    | —    | —    | 1r   | —    | —    |
|       | Tour de França  | 31è  | —    | 1r   | —    | 1r   | 1r   | 5è   | —    | 4t   | Ab.  | 5è   | Ab.  | 9è   |
|       | Volta a Espanya | —    | —    | —    | 1r   | —    | —    | —    | 1r   | —    | 1r   | —    | 4t   | 5è   |

### Resultats al Tour de França
- 2005. 31è de la classificació general
- 2007.  1r de la classificació general. Vencedor d'una etapa.  1r de la Classificació dels joves
- 2009.  1r de la classificació general. Vencedor de 2 etapes
- 2010. Vencedor, però posteriorment desqualificat
- 2011. 5è de la classificació general, però posteriorment desqualificat.
- 2013. 4t de la classificació general
- 2014. Abandona (10a etapa)
- 2015. 5è de la classificació general
- 2016. Abandona (9a etapa)
- 2017. 9è de la classificació general

### Resultats al Giro d'Itàlia
- 2008.  1r de la classificació general
- 2011. Vencedor, però posteriorment desqualificat. Mallot rosa durant 13 etapes
- 2015.  1r de la classificació general

### Resultats a la Volta a Espanya
- 2008.  1r de la classificació general. Vencedor de 2 etapes.  1r de la Classificació de la combinada
- 2012.  1r de la classificació general. Vencedor d'una etapa.  1r del Premi de la combativitat
- 2014.  1r de la classificació general. Vencedor de 2 etapes.  1r de la Classificació de la combinada
- 2016. 4t de la classificació general.  1r del Premi de la combativitat
- 2017. 5è de la classificació general. Vencedor d'una etapa.  1r del Premi de la combativitat